# Mount Terrazas
Mount Terrazas ist ein rund 1000 m hoher und einem Gebirgskamm ähnelnder Berg im Süden des Palmerlands auf der Antarktischen Halbinsel. Er ragt 16 km westlich des Mount Austin auf.
Der United States Geological Survey kartierte ihn anhand eigener Vermessungen und Luftaufnahmen der United States Navy aus den Jahren von 1961 bis 1967. Das Advisory Committee on Antarctic Names benannte ihn im Jahr 1968 nach Rudolph Daniel Terrazas (* 1942), Bauarbeiter auf der Amundsen-Scott-Südpolstation im Jahr 1967.